# Bruno Fritz

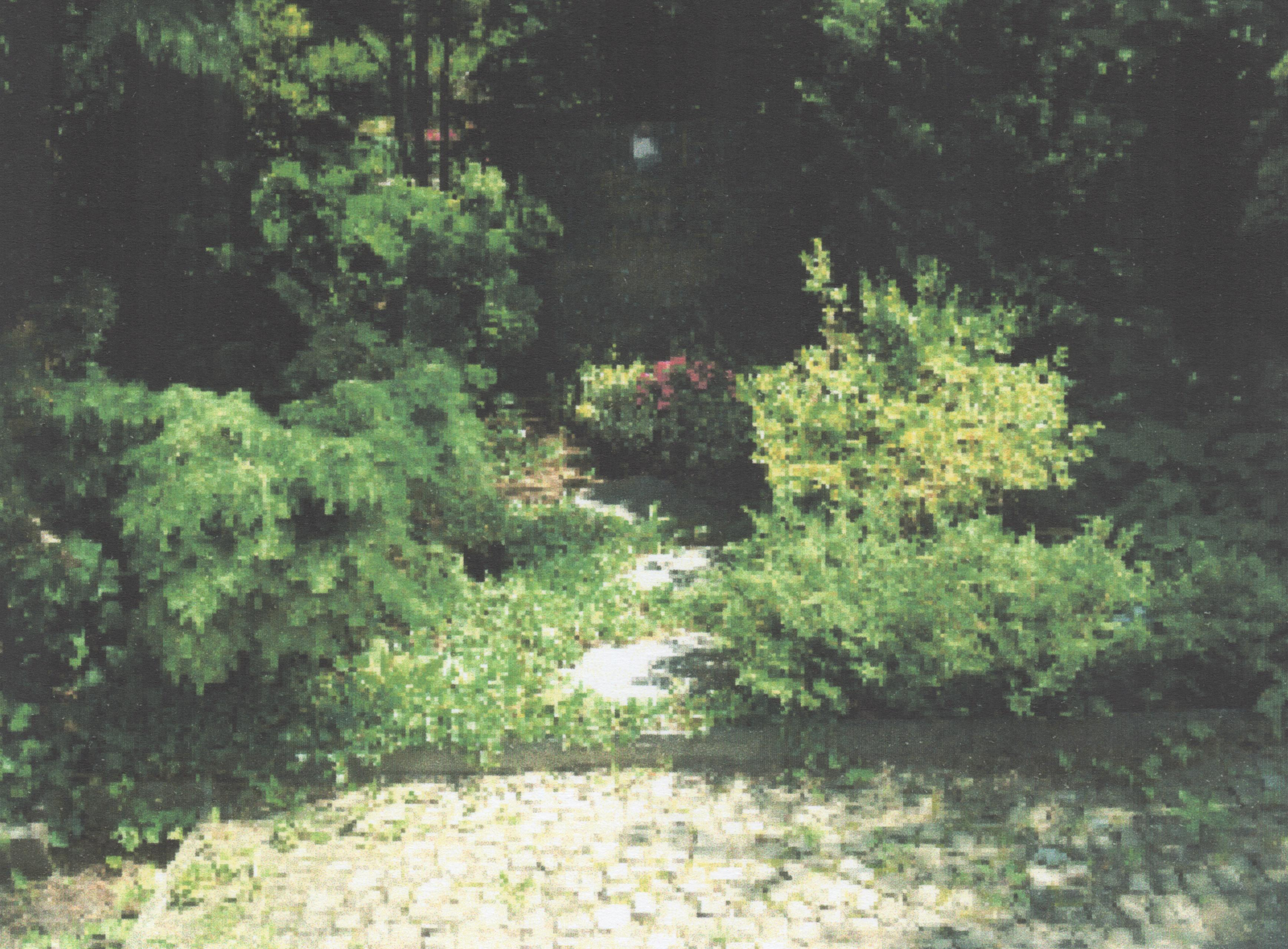
Tumba de Bruno Fritz

Bruno Fritz (4 de marzo de 1900 – 12 de junio de 1984) fue un actor y artista de cabaret alemán.

## Biografía
Nacido en Berlín, Alemania, finalizados sus estudios de secundaria se formó en la escuela teatral Ernst Busch, en Berlín, la cual había fundado Max Reinhardt. Posteriormente actuó en varios teatros de Berlín, entre ellos el Teatro Schiller, el Residenz, el Teatro Lessing, el Nollendorf y el Teatro en Kurfürstendamm.
Junto a Günter Neumann y Tatjana Sais, fundó en el año 1935 el Cabarett Tatzelwurm.
Desde 1945 Fritz trabajó en la radiodifusión, y desde 1948 colaboró en las emisiones de la emisora RIAS con el programa de cabaret Die Insulaner, que más adelante se transmitió por televisión. Trabajó en dicho programa hasta 1967 haciendo diferentes papeles, entre ellos el de Señor Kummer, que llamaba por teléfono al Señor Pollowetzer para tratar sobre las pequeñas y grandes preocupaciones de los berlineses.
A partir de mediados de la década de 1930 actuó ocasionalmente en el cine haciendo papeles de reparto. Solía interpretar a personajes como militares o directores generales con una ironía exagerada. También trabajó para la televisión con un tipo de papeles que él interpretaba en el teatro de bulevar. Su última actuación relevante llegó en 1973 junto a Rudolf Platte y Friedrich Schoenfelder en el telefilm Der Raub der Sabinerinnen.
También trabajó como actor de voz, doblando a Bud Abbott, Richard Widmark, John Salew, Charles Kemper y Gino Cervi, entre otros intérpretes.
Bruno Fritz falleció en Berlín en el año 1984, siendo enterrado en el Cementerio Berlín-Schmargendorf, en la tumba del departamento F-3-19/20.

## Filmografía (selección)
- 1934: Zwei Genies
- 1934: Oberwachtmeister Schwenke
- 1935: Glückspilze
- 1935: Traumulus
- 1936: Der müde Theodor
- 1937: Ruhe ist die erste Bürgerpflicht
- 1939: Der Florentiner Hut
- 1939: Hurra! Ich bin Papa!
- 1941: Frau Luna
- 1950: Maharadscha wider Willen
- 1950: Die Frau von gestern Nacht
- 1951: Stips
- 1951: Engel im Abendkleid
- 1952: Pension Schöller
- 1952: Mikosch rückt ein
- 1952: Drei Tage Angst
- 1953: Der keusche Josef
- 1953: Keine Angst vor großen Tieren
- 1953: Heimlich, still und leise …
- 1955: Der Hauptmann und sein Held
- 1956: Lügen haben hübsche Beine
- 1957: Die große Chance
- 1957: Hoch droben auf dem Berg
- 1958: Solang’ noch untern Linden
- 1958: Das verbotene Paradies
- 1958: Madeleine Tel. 13 62 11
- 1958: Der eiserne Gustav
- 1958: Mylord weiß sich zu helfen (telefilm)
- 1961: Davon träumen alle Mädchen
- 1961: Der Traum von Lieschen Müller
- 1962: Café Oriental
- 1962: Tunnel 28
- 1965: Unser Pauker (serie TV)
- 1967: Rheinsberg
- 1973: Der Raub der Sabinerinnen (telefilm)

## Teatro (selección)
- 1948: Varios autores: Mit planmäßiger Verspätung, dirección de Willy Pohle (Cabaret Frischer Wind)

## Radio (selección)
- 1926: Johann Wolfgang von Goethe: Clavijo, dirección de Alfred Braun (Funk-Stunde Berlin)
- 1927: Georg Büchner: Dantons Tod, dirección de Alfred Braun (Funk-Stunde AG, Berlin)
- 1927: Ferdinand Raimund: Der Verschwender, dirección de Alfred Braun (Funk-Stunde AG, Berlin)
- 1927: Friedrich Hebbel: Die Nibelungen, dirección de Alfred Braun (Funk-Stunde AG, Berlin)
- 1949: Curth Flatow: Beinahe friedensmäßig, dirección de Ivo Veit (RIAS)
- 1949: Berta Waterstradt: Meine Töchter (Berliner Rundfunk)
- 1950: Fritz Eckerle y Bert Roth: Die Saga vom Glanz und Elend des Herrn Emil Kulicke, dirección de Erich Köhler (Nordwestdeutscher Rundfunk)
- 1949: Arkadij T. Avercenko: Man kann doch nicht auf der Treppe übernachten!, dirección de Karl Metzner (RIAS)
- 1953-1954: Hermann Krause: Die Arche Noack, dirección de Werner Oehlschläger (22 episodios) (Nordwestdeutscher Rundfunk)
- 1954: John Patrick: Das kleine Teehaus, dirección de Leo Mittler (RIAS/Arwed Stahl)
- 1957: Thierry: Mit Krausens in' n Ferien, dirección de Ivo Veit (RIAS)
- 1958: Gore Vidal: Besuch auf einem kleinen Planeten, dirección de Ulrich Erfurth (RIAS, Theatermitschnitt)
- 1964-1978: Varios autores: Damals war’s – Geschichten aus dem alten Berlin, dirección de Ivo Veit (40 historias en 426 episodios, RIAS)
- 1972: Werner Brink: Es geschah in Berlin. Der Seemann (episodio 497), dirección de Werner Oehlschläger (RIAS)
- 1972: Werner Brink: Es geschah in Berlin. Schlepperinnen für Nepp-Bar (episodio 498), dirección de Werner Oehlschläger (RIAS)
- 1980: A. Frankenberg: Die Schlinge, dirección de Dietrich Auerbach (RIAS)